# Sérgio Leite
Sérgio Dias Barbosa Leite, noto semplicemente come Sérgio Leite (Porto, 16 agosto 1979), è un ex calciatore portoghese, di ruolo portiere.

## Carriera

### Nazionale
Con la Nazionale Under-21 portoghese ha preso parte agli Europei Under-21 2002.